# Moșia Mică, Dâmbovița
Moșia Mică este un sat în comuna Valea Lungă din județul Dâmbovița, Muntenia, România.
 Acest articol despre o localitate din județul Dâmbovița este deocamdată un ciot. Puteți ajuta Wikipedia prin completarea lui.